# Kristina Reynolds
Kristina Reynolds (18 de fevereiro de 1984) é uma jogadora de hóquei sobre a grama alemã, medalhista olímpica.

## Carreira
Reynolds integrou o elenco da Seleção Alemã Feminina de Hóquei Sobre Grama, nas Olimpíadas de 2016, conquistando a medalha de bronze.